# Darin Young
Darin Young (White Haven, 1973. február 2. –) amerikai dartsjátékos. 1999-től 2014-ig, 2017 és 2018 között, majd 2019-től a Professional Darts Corporation tagja. 2014-től 2017-ig, majd 2018 és 2019 között a British Darts Organisation versenyein indult. Beceneve "Big Daddy".

## Pályafutása

### PDC
Young 2005-ben vett részt először a PDC-dartsvilágbajnokságán, ahol az első körben kikapott a holland Josephus Schenktől. A következő vb-re is sikerült kijutnia, ahol a 2005-ös vb-döntős Mark Dudbridge ellen szenvedett 3–0-ás vereséget szintén az első fordulóban. Youngnak sikerült egymást követő öt évben (2004–2008) elindulnia a Las Vegas Desert Classic kiemelt PDC tornán, ahol a 2006-os év kivételével mindig sikerült eljutnia a legjobb 16-ig, amelyek a legjobb eredményei voltak a versenyen. 2008-ban megnyerte a North American Darts Championship versenyt, amely addigi legnagyobb sikere volt és emellett 15 000 dollárt kapott a győzelemért. Ezzel a pénzösszeggel az első helyet foglalta el az észak-amerikai ranglistán, melynek köszönhetően részt vehetett a Grand Slam of Darts tornán, ahol sikerrel vette a csoportkört a Terry Jenkins, Colin Lloyd és Wes Newton trió ellen. A nyolcaddöntőből már nem sikerült továbbjutnia, itt Raymond van Barneveld ellen esett ki.
Következő vb-je a 2009-es volt, amelyen ezúttal Michael van Gerwen ellen kapott ki 3–1-re az első körben. Ebben az évben újra részt vehetett a Grand Slam of Darts tornán, ahol ismét a legjobb 16 között esett ki, ezúttal Robert Thornton ellen.
A 2010-es PDC-dartsvilágbajnokságon már sikerült az első kört sikerrel vennie az Andy Smith elleni 3–2-es győzelemmel. A legjobb 32 között Terry Jenkins-szel találkozott, akitől végül 4–0-ás vereséget szenvedett. A 2010-es vb után még sorozatban négy világbajnokságra is kijutott (2011–2014), ám az első fordulóból egyszer sem sikerült továbbjutnia. 2011-ben Wes Newton, 2012-ben és 2013-ban Colin Lloyd, majd 2014-ben Mervyn King ellen maradt alul.
A 2016-os világbajnokságon az első körben Terry Jenkins ellen kellett kiharcolnia a továbbjutást, de ezúttal sem tudott továbbjutni.
Következő világbajnoksága a 2020-as volt, amelyen az első körben nagy meglepetésre 3–1 arányban búcsúztatta az ötszörös világbajnok holland Raymond van Barneveldet, aki utolsó világbajnokságán vett részt, és a vb után visszavonult a sportágtól. A legjobb 64 között a szintén holland Jeffrey de Zwaan volt az ellenfele, akitől végül 3–2-re kapott ki Young.

## Világbajnoki szereplései

### PDC
- 2005: Első kör (vereség  Josephus Schenk ellen 2–3)
- 2006: Első kör (vereség  Mark Dudbridge ellen 0–3)
- 2009: Első kör (vereség  Michael van Gerwen ellen 1–3)
- 2010: Második kör (vereség  Terry Jenkins ellen 0–4)
- 2011: Első kör (vereség  Wes Newton ellen 0–3)
- 2012: Első kör (vereség  Colin Lloyd ellen 1–3)
- 2013: Első kör (vereség  Colin Lloyd ellen 2–3)
- 2014: Első kör (vereség  Mervyn King ellen 0–3)
- 2016: Első kör (vereség  Terry Jenkins ellen 1–3)
- 2020: Második kör (vereség  Jeffrey de Zwaan ellen 2–3)

## Tornagyőzelmei
| CDC Pro Tour - CDC Pro Tour (Burlington): 2018 - CDC Pro Tour (Miamisburg): 2018 - CDC Pro Tour (Philadelphia): 2019 (x2) - CDC Pro Tour (Waterdown): 2019 - ADO AT Dreams Come True Shootout: 2011 - ADO Cleveland Extravaganza: 2011 - ADO New York / New Jersey Open: 2010, 2011 - ADO Pacmania: 2012 - ADO Seacoast Open: 2011, 2012 - Charlotte Open: 2008, 2009, 2015 | - Las Vegas Open: 2006, 2008 - Le Skratch Montreal Open: 2008 - North American Darts Championship: 2008 - North American Pro Tour Sacramento: 2013 - PDC Spectacular: 2015 - Port City Open: 2015 - Soft Tip Bullshooter World Championship: 1999, 2000 - Soft Tip Dartslive Japan: 2014 - USA Dart Classic: 2004, 2005, 2008, 2012 - Virginia Beach Dart Classic: 2007, 2015, 2016, 2019 - Windy City Open: 2005 - World Dart Series Las Vegas: 2013 - World Dart Series New Orleans: 2013 |